# Поліщук Леонід Клавдійович
Поліщук Леонід Клавдійович (нар. 26 липня 1954) – український науковець, завідувач кафедри галузевого машинобудування Вінницького національного технічного університету, доктор технічних наук (2017), професор (2019), академік Підйомно-транспортної академії України (2010).

## Біографія
Леонід Клавдійович народився 26 липня 1954 р. в м. Калинівка Вінницької області в сім’ї вчителів. У  1971 р. закінчив Калинівську середню школу № 1 та вступив до Вінницького філіалу Київського політехнічного інституту на факультет машинобудування. У 1977 році закінчив ВПІ за спеціальністю 0501 "Технологія машинобудування, металорізальні верстати та інструменти", отримавши диплом з відзнакою.

## Професійна діяльність
- 1977 р. – по теперішній час Леонід Клавдійович працює у ВНТУ;

- 1994 р. – захист кандидатської дисертації на тему «Динамічна навантаженість механічної системи стрічкового конвеєра з вмонтованим приводом» (Національний університет «Львівська політехніка»);

- 2002 р. – доцент кафедри Металорізальні верстати та обладнання автоматизованих виробництв;

- 2017 р. – захист докторської дисертації на тему «Динаміка привідних систем і стрілових конструкцій стрічкових конвеєрів мобільних машин» (Національний університет «Львівська політехніка»)[3];

- 2018 р. – завідувач кафедри Галузеве машинобудування.

## Наукові ступені та вчені звання
•	1994 р. – присвоєно науковий ступінь кандидата технічних наук.
•	2017 р. – присвоєно науковий ступінь доктора технічних наук.
•	2019 р. – присвоєно вчене звання професора.
•	2010 р. – рішенням Президії АПТНУ присвоєно звання академіка Підйомно-транспортної академії України.

## Нагороди
•	1975 р.  – лауреат обласної премії ім. М. Трублаїні в області літератури та мистецтва.
•	2012 р. – нагороджений Грамотою Вінницької обласної державної адміністрації за вагомі здобутки в науково-педагогічній діяльності.
•	2015 р. – нагороджений Подякою Міністерства освіти і науки України за багаторічну сумлінну працю, вагомий особистий внесок у підготовку висококваліфікованих спеціалістів та плідну науково-педагогічну діяльність.
•	2018 р. – нагороджений Грамотою Міністерства освіти і науки України.
•	2020 р. – нагороджений Почесною Грамотою  Міністерства освіти і науки України.
•	2020 р. – нагороджений нагрудним знаком МОН України «Відмінник освіти України» .
•	2022 р. – нагороджений Почесною Грамотою Верховної Ради України .
• 2025 - присвоєно звання "Заслужений діяч науки і техніки України".

## Наукова, педагогічна та навчально-методична робота
Результатом наукової діяльності Л. К. Поліщука є понад 200 наукових праць, з них 2 монографії, 8 навчальних посібників, 31 патент на винахід. Підготував навчальні курси 14 дисциплін, основні з них: «Деталі машин та підйомно-транспортне обладнання», «Підйомно-транспортні машини та механізми», «Обладнання та транспорт механообробних цехів», «Проектування машин та обладнання для підіймально-транспортної техніки».
У липні-серпні 2019 р, Поліщук Л. К. успішно пройшов міжнародне науково-педагогічне стажування у Люблінському університеті «Lublin University of Technolocy», Польща.
В жовтні 2019 р. Леонід Клавдійович керував проєктом «Створення регіонального науково-методичного центру «Галузеве машинобудування» підготовленим науковцями кафедри. У рамках реалізації обласної Програми «Розвитку інформаційних та інноваційних технологій в закладах освіти області на 2016-2020 р.р.» проєкт виборов І-е місце та отримав грант на впровадження .
У 2021 р. під керівництвом Поліщука Л. К. розробка кафедри галузевого машинобудування вдруге виборола І-е місце у конкурсі проєктів обласної державної адміністрації в рамках реалізації обласної Програми «Розвитку інформаційних та інноваційних технологій в закладах освіти області на 2021–2025 роки» та отримала грант на впровадження.
Леонід Клавдійович входить до складу:
–	спеціалізованої вченої ради К 05.052.04 по захисту дисертацій на здобуття наукового ступеня кандидата технічних наук за спеціальністю 05.23.05 – Будівельні матеріали та вироби;
–	спеціалізованої вченої ради Д 05.052.03 по захисту докторських дисертацій за спеціальністю 05.03.05 – Процеси та машини обробки тиском;
–	експертної комісії з проведення первинної акредитаційної експертизи освітньо-професійної програми «Спорудження та ремонт газонафтопроводів та газонафтосховищ» спеціальності 185 «Нафтогазова інженерія та технології» галузі знань 18 «Виробництво та технології» за другим (магістерським) рівнем вищої освіти в Івано-Франківському національному технічному університеті нафти і газу (2018 р.);
–	комісії з проведення первинної акредитаційної експертизи освітньо-наукової програми «Підйомно-транспортні, дорожні, будівельні, меліоративні машини і обладнання» зі спеціальності 133 «Галузеве машинобудування» за другим (магістерським) рівнем вищої освіти. у Придніпровській державній академії будівництва та архітектури (2019 р.)
;
–	комісії з акредитації освітніх програм Національного агентства із забезпечення якості вищої освіти (2019 р.);
–	редколегій науково-технічних видань «Вісник Вінницького політехнічного інституту», «Вісник машинобудування і транспорту», «Наукові праці ВНТУ».

### Розробки та впровадження Л.К.Поліщука
- гідравлічний мотор-барабан стрічкового конвеєра;
- напівавтомат для виготовлення цегли напівсухим пресуванням;
- гідравлічний мотор-барабан механізму переміщення гідропневматичного кріплення вугільних шахт;
- вмонтований гідравлічний привод, чутливий до зміни навантаження;
- пристрій керування параметричного типу для гідроприводів з паралельно встановленими гідродвигунами;
- вмонтований гідравлічний привод конвеєра для видалення стружки з металорізального верстата;
- вакуумний захватний пристрій;
- фрезерний барабан машини холодного фрезерування дорожнього покриття.

## Монографії та навчальні посібники
1. Верстатні комплекси. Проектування роботів та маніпуляторів : навчальний посібник. Ч. 1 / Л. К. Поліщук. – Вінниця : ВНТУ, 2018. – 132 с.
2. Вмонтовані гідравлічні приводи конвеєрів з гнучким тяговим органом, чутливі до зміни навантаження : монографія / Л. К. Поліщук, О. О. Адлер. – Вінниця : ВНТУ, 2010. – 184 с. – ISBN 978-966-641-367-6.
3. Деталі машин : лабораторний практикум / Р. Р. Обертюх, Л. К. Поліщук, А. В. Слабкий. – Вінниця : ВНТУ, 2016. – 91 с.
4. Деталі машин і підйомно-транспортне обладнання : лабораторний практикум / Л. К. Поліщук, Р. Р. Обертюх, А. В. Слабкий ; ВНТУ. – Вінниця : ВНТУ, 2017. – 118 с.
5. Динаміка вмонтованого гідроприводу конвеєрів мобільних машин : монографія / Л. К. Поліщук ; ВНТУ. – Вінниця : ВНТУ, 2018. – 240 с. – ISBN 978-966-641-750-6.
6. Зубо- та різьбооброблювальні металорізальні верстати : навчальний посібник / Р. Д. Іскович-Лотоцький, Л. К. Поліщук, О. В. Поліщук. – Вінниця : ВНТУ, 2008. – 127 с.
7. Обладнання та транспорт механообробних цехів : Лабораторний практикум. Ч.1 : Металорізальні верстати / Л. К. Поліщук ; МО і науки України. – Вінниця : ВДТУ, 2001. – 70 с.
8. Обладнання та транспорт механообробних цехів : навчальний посібник. Ч. 1 : Кінематика верстатів / Л. К. Поліщук, Р. Д. Іскович-Лотоцький ; ВНТУ. – Вінниця : ВНТУ, 2006. – 154 с.
9. Педагогічна практика. Організація та проходження практики здобувачами ступеня доктора філософії за спеціальностями "Матеріалознавство" та "Галузеве машинобудування" : навчальний посібник / Л. К. Поліщук, В. І. Савуляк, О. П. Шиліна ; ВНТУ. – Вінниця : ВНТУ, 2021. – 42 с. – ISBN 978-966-641-880-0.
10. Підйомно-транспортні машини та механізми : лабораторний практикум / Л. К. Поліщук, А. В. Слабкий. — Вінниця : ВНТУ, 2015. — 72 с.
11. Підйомно-транспортні машини та механізми : лабораторний практикум / Л. К. Поліщук, А. В. Слабкий ; ВНТУ. – Вінниця : ВНТУ, 2018. – 74 с.
12. Прикладна механіка та матеріалознавство : навчальний посібник / Л. К. Поліщук. – Вінниця : ВНТУ, 2011. – 209 с.

## Громадська та волонтерська діяльність
Леонід Поліщук є координатором програми з виготовлення опалювальних приладів для ЗСУ. Так звані «буржуйки» виготовлені з використаних газових балонів, тому вони дешеві у виробництві й дуже ефективні в обігріві. Програма реалізована спільно з Благодійним фондом «Енергія Відродження». Станом на кінець 2022 року ЗСУ передано вже третю партію опалювальних приладів.

## Захоплення
Музика, спорт (футбол), рибальство.